# Układ Flettnera

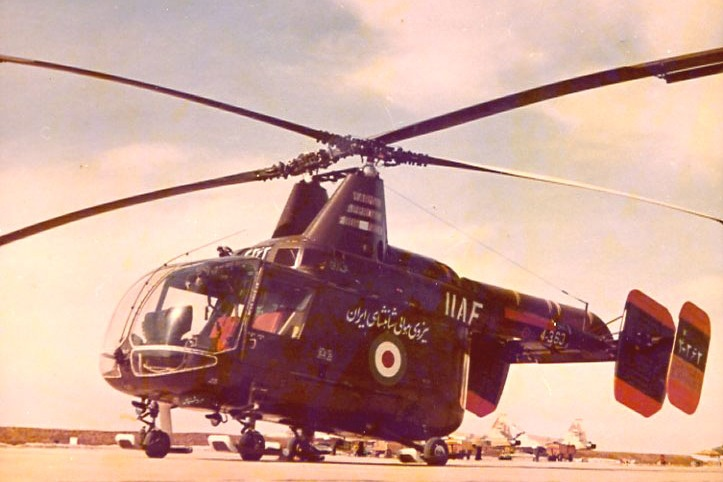
Amerykański śmigłowiec HH-43B Huskie zbudowany w układzie Flettnera

Układ Flettnera (układ krzyżowy) – konstrukcja śmigłowca opracowana w 1937 roku przez Antona Flettnera i zespół inżynierów z firmy Anton Flettner GmbH, a zastosowana w niemieckich helikopterach Kriegsmarine z czasów II wojny światowej: Flettner Fl 265 i Flettner Fl 282. Od 1947 roku układ Flettnera jest stosowany i rozwijany w Stanach Zjednoczonych Ameryki przez firmę Kaman. 

## Opis konstrukcji
Wiropłat zbudowany w układzie Flettnera posiada dwa zachodzące na siebie wirniki nośne, wychodzące z jednej przekładni, które obracają się w przeciwnych kierunkach. Wirniki są umieszczone jeden nad drugim i rozchylone wzajemnie wobec siebie pod kątem ostrym. 
W helikopterach budowanych w układzie Flettnera nie występuje zjawisko momentu obrotowego, spotykanego w przypadku układu klasycznego, wobec czego nie stosuje się w tego typu konstrukcjach śmigła ogonowego.
Zaletami układu Flettnera jest prosta i zwarta konstrukcja śmigłowca, dobra sterowność statku latającego w zawisie oraz jego duży udźwig. Wadą jest ograniczenie możliwości budowania dużych wiropłatów w tym układzie.